# The Get-Away (film, 1941)
Pour plus de détails, voir Fiche technique et Distribution.
The Get-Away est un film américain de Edward Buzzell et Richard Rosson, sorti en 1941.
Il s'agit d'un remake du film Les Hommes traqués.

## Fiche technique
- Titre : The Get-Away
- Réalisation : Edward Buzzell et Richard Rosson
- Scénario : Wells Root et W. R. Burnett
- Direction artistique : Cedric Gibbons
- Photographie : Sidney Wagner
- Son : Douglas Shearer
- Montage : James E. Newcom
- Musique : Daniele Amfitheatrof
- Société de production : Metro-Goldwyn-Mayer
- Pays d'origine : États-Unis
- Format : Noir et blanc - 1,37:1 - Mono
- Genre : policier
- Durée : 89 minutes
- Date de sortie : 1941

## Distribution
- Robert Sterling : Jeff Crane
- Charles Winninger : Dr Josiah Glass
- Donna Reed : Maria Theresa O'Reilly
- Henry O'Neill : Warden Alcott
- Dan Dailey : Sonny Black
- Donald Douglas : Jim Duff
- Ernest Whitman : 'Moose'
- Grant Withers : Parker
- Chester Gan (en) : Sam
- Charles Wagenheim : Hutch
- Guy Kingsford (en) : George
- Matty Fain : Bryan
- Ed Brady : un fermier dans le bus